# Salomone di Urgell
Salomone, Salomón in spagnolo, Salomó in catalano e Solomon in inglese. Salomon in latino (prima metà del IX secolo – dopo il 23 aprile 873), fu conte di Urgell e di Cerdagna, dall'848 all'870.

## Origine
Gli ascendenti di Salomone ci sono sconosciuti, ma sia secondo la Ex Gestis Comitum Barcinonensium, che secondo la Crónica de San Juan de la Peña, al capitolo XXIII, era un nobile della marca di Spagna di origine franca, mentre secondo lo storico Ramon de Abadal y de Vinyals, Salomone sarebbe un bellonide, fratello o nipote di Bello di Carcassonne.

La penisola iberica nella prima metà del X secolo. La marca di Spagna è vassallo del regno di Francia

## Biografia
Secondo la leggenda tramandata dalla Crónica de San Juan de la Peña, ai capitoli XXII e XXIII, sarebbe stato tra i cavalieri Franchi che uccisero il padre di Goffredo il Villoso Sunifredo I, a cui succedette a nelle contee di Urgell e Cerdagna, mentre, per l'Abadal, Salomone avrebbe raccolto la successione di Sunifredo I, alla sua morte, avvenuta nell'848, a quanto pare, per difendere i diritti dei figli del suo parente Sunifredo, ancora minori.

Sembra che si fosse impadronito anche della contea di Barcellona.
Nell'863, compì una missione per conto del re dei Franchi occidentali, Carlo il Calvo, a Cordoba, presso l'emiro di al-Andalus, Muḥammad I ibn ʿAbd al-Raḥmān (852-886), per ottenere le reliquie di San Vincenzo, che si trovavano a Saragozza, in possesso del wali di quella città. Mentre, per l'Abadal, Salomone si era recato a Cordoba, per trattare una tregua con al Andalus, durante la ribellione del conte Unifredo (862-864)
Molto probabilmente il suo avvicendamento, nell'870, con Goffredo il Villoso, nelle contee di Urgell e Cerdagna, avvenne in modo pacifico, mentre secondo la Crónica de San Juan de la Peña,ed il Comitum Gesta Barcinonensium, il suo governo non era popolare con la maggioranza della popolazione ispano-gotico, soprattutto a causa dei figli del suo predecessore, Goffredo Ria, tra i quali Goffredo il Villoso, che rientrato nella marca di Spagna, cospirò contro di lui, lo accusò di aver usurpato la contea ed infine lo uccise.
Dai documenti giunti sino a noi risulta che Salomone fu un conte nella marca di Spagna tra l'865 e l'873:
- il documento n° I del Cartulaire roussillonnais, inerente ad una donazione del conte Salomone (Salamon comes) all'abbazia di Lagrasse, del 22 marzo 865[6];
- il documento n° 169 delle preuves de l'Histoire générale de Languedoc avec des notes et les pièces justificatives, inerente ad un giudizio del conte Salomone (In judicio Salomonis comitis) [7]
- il documento n° XCVIII delle preuves de l'Histoire générale de Languedoc avec des notes et les pièces justificatives, inerente ad un giudizio del conte Salomone (Salamon misso), datato 873 ed uno del 23 aprile 873[8].

Salomone morì dopo questa ultima data e, secondo la Crónica de San Juan de la Peña, fu  ucciso da Goffredo il Villoso.

## Discendenza
Di Salomone non si conosce né il nome di una eventuale moglie e neppure si hanno notizie di una sua eventuale discendenza.

### Fonti primarie
- (LA)  Rerum Gallicarum et Francicarum Scriptores, Tomus IX.
- (FR)  (LA)  Histoire générale de Languedoc, Tomus II.
- (FR)  (LA)  Histoire Générale de Languedoc, Tome second.
- (LA)  Crónica de San Juan de la Peña.

### Letteratura storiografica
- Rafael Altamira, Il califfato occidentale,  in «Storia del mondo medievale», vol. II, 1999, pp. 477–515.
- René Poupardin, I regni carolingi (840-918), in «Storia del mondo medievale», vol. II, 1999, pp. 583–635.
- (LA)  Cartulaire Roussillonais, par B. Alart, 1880.
- (EN) The Development of Southern French and Catalan Society, 718-1050, su libro.uca.edu.